# Carlos Buiza
Carlos Álvarez Buiza de Diego (Badajoz, 26 de diciembre de 1940-27 de enero de 2024), más conocido como Carlos Buiza, fue un escritor y guionista español de ciencia ficción.Se trata de una figura imprescindible en el desarrollo de la ciencia ficción española de los años 60 en adelante, junto a Domingo Santos, Luis Vigil, Sebastián Martínez y Carlo Frabetti, artífices de la revista Nueva Dimensión. Buiza también editó su propia publicación, Cuenta Atrás, y participó en la organización de la primera HispaCon y de varias posteriores.
Nacido en Badajoz, estudió el bachillerato en el colegio de los Hermanos Maristas de dicha ciudad.
Cursó estudios de Derecho y Graduado Social en el Colegio Mayor San Gregorio de Oviedo y de Filosofía y Letras en la Complutense de Madrid.

### Relatos
Gran lector desde pequeño y aficionado a la ciencia ficción, en 1965 empieza a colaborar en el fanzine francés Le Jardin Sidéral, donde publicó la primera versión de "Asfalto"
y el 10 de abril de 1966 editó el primer número de su propio fanzine Cuenta Atrás (1966-1970) del que aparecerían 18 números. Allí publicó numerosos relatos suyos bajo el pseudónimo de Wendy Sloane.
Una de las colaboraciones más relevantes de Carlos Buiza dentro de su carrera como escritor se produjo para la revista La Estafeta Literaria. En ella publicó los cuentos: "El pescador de sirenas" (#346, 18-6-1966), "Nasciturus" (#358, 3-12-1966), "Historia del pastor y sus ovejas" y "T.S.H." (#390, con ilustración del propio autor, 24-2-1968).
Buiza escribió una cincuentena de relatos, que aparecieron en las revistas y antologías más importantes de los años sesenta y principios de los setenta, entre las que destacan Antología española de ciencia ficción (1967) y Lo mejor de la ciencia ficción española (1982), ambas editadas por Domingo Santos, y fue editor de la Antología social de ciencia ficción (1972), para la que escribió la introducción, incluyendo su cuento "Historia del pastor y sus ovejas" junto con once relatos más de autores españoles.

### Televisión
«A raíz del primer número de mi fanzine, comenzó mi contacto con Ibáñez Serrador. Le escribí una carta, enviándole la revista, en la que le pedía alguna colaboración suya, al mismo tiempo que le mandaba “El asfalto” para que me diese su opinión. Chicho me contestó enviándome un cuento y me pidió “El asfalto” para un programa de televisión (…) El guion no se ajusta completamente al cuento, porque éste es un relato serio, de carácter dramático, y al guion de televisión se le ha dado una línea de farsa, aunque, en el fondo, el guion fuese tan dramático como la historia original» Entrevista al autor en TeleRadio #478 (20-26 de febrero de 1967).

Enseguida entraron en contacto. En el siguiente número de Cuenta Atrás aparece un relato de Chicho ("Los tripits") y este le propuso a Buiza incluir "El asfalto" dentro de su teleserie Historias para no dormir. El 24 de junio de 1966 el episodio apareció en pantalla.
El asfalto representó a España en el VII Festival de Televisión de Montecarlo el 11 de febrero de 1967, consiguiendo el premio Ninfa de Oro al mejor guion y la Paloma de Plata de la UNDA (Asociación Católica Internacional para la Radiodifusión y la Televisión), por sus valores humanos y sociales.
En 1967 se publica Un mundo sin luz, un libro de relatos que incluye el cuento homónimo que sirvió de base para el guion de un telefilm, emitido el 27 de agosto de 1967. El telefilm, titulado también Un mundo sin luz, fue galardonado en el IV  Certamen Internacional de Televisión de Berlín con el Gran Premio Placa de Oro a la mejor producción dramática con el tema "Mundo del futuro" y también con el Premio Internacional del Jurado de la Juventud, Placa de Plata.
En 1972 escribe el guion de seis episodios de la serie Los paladines emitida en TVE entre el 21 de octubre de 1972 y el 23 de enero de 1973.

## Obras
- Buiza, Carlos: Un mundo sin luz, 215 págs. Col. Nebulae, 134. Edhasa, 1967. (Incluye los relatos: "Un mundo sin luz", "Limpiacielos", "Asfalto" y "Viaje de estudios").
- Buiza, Carlos: Apólogo del niño marciano, 47 págs.. Col. Aleph, 2001. Ed. Cuentatrás, 1970. (Prologado por C. J. Cela, incluye los relatos: "El pescador de sirenas", "Lapislázuli" y "Apólogo del niño marciano").